# Low (Testament)
Low è il sesto album in studio dei Testament, pubblicato nel 1994.

## Tracce
1. Low – 3:33
2. Legions (In Hiding) – 4:17
3. Hail Mary – 3:32
4. Trail of Tears – 6:06
5. Shades of War – 4:44
6. P.C. – 2:50
7. Dog Faced Gods – 4:02
8. All I Could Bleed – 3:37
9. Urotsukidoji – 3:50
10. Chasing Fear – 4:56
11. Ride – 3:16
12. Last Call – 2:41

## Formazione
- Chuck Billy - voce
- Eric Peterson - chitarra ritmica e solista
- James Murphy - chitarra ritmica e solista
- Greg Christian - basso
- John Tempesta - batteria